# Tragia lukafuensis
Tragia lukafuensis är en törelväxtart som beskrevs av De Wild.. Tragia lukafuensis ingår i släktet Tragia och familjen törelväxter. Inga underarter finns listade i Catalogue of Life.